# COVID-19-Pandemie in Panama

Lage von Panama

Die COVID-19-Pandemie in Panama tritt als regionales Teilgeschehen des weltweiten Ausbruchs der Atemwegserkrankung COVID-19 auf und beruht auf Infektionen mit dem Ende 2019 neu aufgetretenen Virus SARS-CoV-2 aus der Familie der Coronaviren. Die COVID-19-Pandemie breitet sich seit Dezember 2019 von China ausgehend aus. Ab dem 11. März 2020 stufte die Weltgesundheitsorganisation (WHO) das Ausbruchsgeschehen des neuartigen Coronavirus als Pandemie ein.

## Situation
Panama ist ein Staat in Mittelamerika mit etwa 4,2 Millionen Einwohnern (2020), der an Costa Rica im Westen und Kolumbien im Osten grenzt. Am 27. April 2020 wurden in Panama 5779 Fälle einer SARS-CoV-2-Infektion mit 156 Toten gezählt.

## Verlauf

### Verhalten
Der erste Fall einer SARS-CoV-2-Infektion in Panama wurde am 10. März 2020 gemeldet.
Daraufhin erklärte die Regierung von Panama am 12. März den Notstand. Der internationale und kommerzielle Flugverkehr wurde bis zum 22. Mai 2020 eingestellt, Abstandsregeln wurden verhängt und Ausgangszeiten beschränkt. Alle Schulen und alle Universitäten Panamas wurden bis auf weiteres geschlossen. Ebenso wurden alle Veranstaltungen mit mehr als 50 Personen verboten.
Nachdem die Ausgangssperren nicht beachtet wurden, verfügte die Regierung von Panama, dass sich Männer und Frauen nur getrennt auf Straßen bewegen dürfen.  Frauen dürfen montags, mittwochs und freitags für zwei Stunden Lebensmittel und Medikamente kaufen, Männer dürfen dies nur dienstags, donnerstags und samstags. An Sonntagen gilt die verhängte Ausgangssperre für jede Person. Geschlossen wurden Messen, Konzerte, Museen, Umzüge, Sportveranstaltungen und Nationalparks. Besuche von Badestränden sind untersagt. Alle Gemeinschaftsräume in Hotels, Bars, Restaurants, Geschäfte wurden geschlossen, lediglich Supermärkte, Apotheken, Tankstellen und Lebensmittelgeschäfte sind geöffnet. Diejenigen Personen, die diese Örtlichkeiten aufsuchen, werden angehalten Masken aufzusetzen. Restaurants dürfen Speisen nur liefern oder als Take aways anbieten. Erlassen wurde eine Preisbremse und Rationierung von Hygieneartikeln. Die Einhaltung dieser Regelungen wird durch das  Gesundheitsministerium kontrolliert.

### Wirtschaft
Um die entstehende Wirtschaftskrise in Folge der COVID-19-Pandemie Panamas zu mildern, stellte die Regierung von Panama 50 Millionen US-Dollar zur Vergabe für einen Zeitraum von 180 Tagen frei. Die Mittel sind zur Abschaffung der Zölle für die Einfuhr von medizinischen Hilfsgütern, Rohstoffen, Körperpflegeprodukten und Desinfektionsmittel sowie für Einkäufe in Höhe von umgerechnet 20 Millionen US-Dollar nationaler Fleisch- und Getreideprodukte vorgesehen.

## Impfung
Der Covid-19-Impfplan in Panama besteht aus vier Phasen, die Folgendes umfassen: (1) Mitarbeiter des Gesundheitswesens an vorderster Front, Erwachsene über 60 Jahre, Personen über 16 Jahre mit jeglicher Behinderung, (2) Personen über 60 Jahre und die Bevölkerung zwischen 16 und 59 Jahren mit chronischen Krankheiten, Lehrer und Verwalter von Schulen und Universitäten sowie Kindergartenpersonal, (3) Bevölkerung von schwer zugänglichen Gebieten, Fahrer von öffentlichen Verkehrsmitteln und Fracht sowie Flughafen-, Zoll- und Migrationspersonal, (4) Personen zwischen 16 und 59 Jahren ohne chronische Krankheiten. Panama ist eines der führenden Länder bei der Covid-19-Impfung. Mit Stand vom 21. Juni 2021 waren 12,07 Personen pro 100 Einwohner vollständig geimpft. Tatsächlich hatte Panama 11,1 Millionen Dosen Impfstoff gekauft, die 128,5 % der Bevölkerung abdecken. Panama hatte sieben Millionen Dosen von BioNTech/Pfizer, drei Millionen Dosen von Sputnik V und 1,1 Millionen Dosen von AstraZeneca/Oxford gekauft, von denen 110.000 über den COVAX-Mechanismus, eine globale Initiative für den gerechten Zugang zu Covid-19-Impfstoffen, geliefert wurden. Trotz intakter diplomatischer Beziehungen zu China hat Panama Verträge über chinesische Impfstoffe abgelehnt, während andere lateinamerikanische Länder auf chinesischen Impfstoff angewiesen sind.

## Statistik
Die Fallzahlen entwickelten sich während der COVID-19-Pandemie in Panama wie folgt:

### Infektionen

Bestätigte Infizierte in Panama nach Daten der WHO. Oben kumuliert, unten Tageswerte

### Todesfälle

Bestätigte Todesfälle in Panama nach Daten der WHO. Oben kumuliert, unten Tageswerte